# Torre de Porta Romana
La Torre de Porta Romana es un rascacielos de Milán en Italia.

## Historia
Los trabajos de construcción del edificio, projectado por el arquitecto Paolo Chiolini, comenzaron en 1962 y fueron finalizados en 1963.

## Descripción
La torre mide 89 metros de altura.